# Sveta Ana pri Ložu
Sveta Ana pri Ložu – wieś w Słowenii, w gminie Loška dolina. W 2018 roku liczyła 8 mieszkańców.